# Welttag der Lebensmittelsicherheit
Der Welttag der Lebensmittelsicherheit (englisch World Food Safety Day), ist ein Aktionstag der Vereinten Nationen, der von der Weltgesundheitsorganisation gemeinsam mit der Ernährungs- und Landwirtschaftsorganisation der Vereinten Nationen ausgerufen wurde. Er wird jedes Jahr am 7. Juni begangen und soll auf das Thema der Lebensmittelsicherheit aufmerksam machen und zu Aktionen aufrufen, die Risiken durch unsichere Lebensmittel aufdecken oder den Umgang mit ihnen ermöglichen. Neben Lebensmittelsicherheit soll er so zu Gesundheit und Wohlstand, sowie zu nachhaltiger Entwicklung beitragen.

## Geschichte
Die Versammlung der Vereinten Nationen beschloss im Dezember 2018, dass der erste Welttag der Lebensmittelsicherheit am 7. Juni 2019 begangen werden sollte. Hintergrund für diesen Beschluss war ein Anstieg von Krankheiten, die auf nicht sichere Lebensmittel zurückzuführen sind. Von diesen Erkrankungen vor allem Kinder unter fünf Jahren stark betroffen (etwa 40 % aller Erkrankungen), jährlich sterben etwa 125 000 Kinder an solchen Krankheiten.

## Themen des Aktionstages
| Jahr | Thema                                |
| ---- | ------------------------------------ |
| 2023 | Food standards save lives            |
| 2022 | Safer food, better health            |
| 2021 | Safe food now for a healthy tomorrow |
| 2020 | Food safety, everyone's business     |
| 2019 | Food Safety, everyone's business     |